# تحریم بزرگ آمریکا

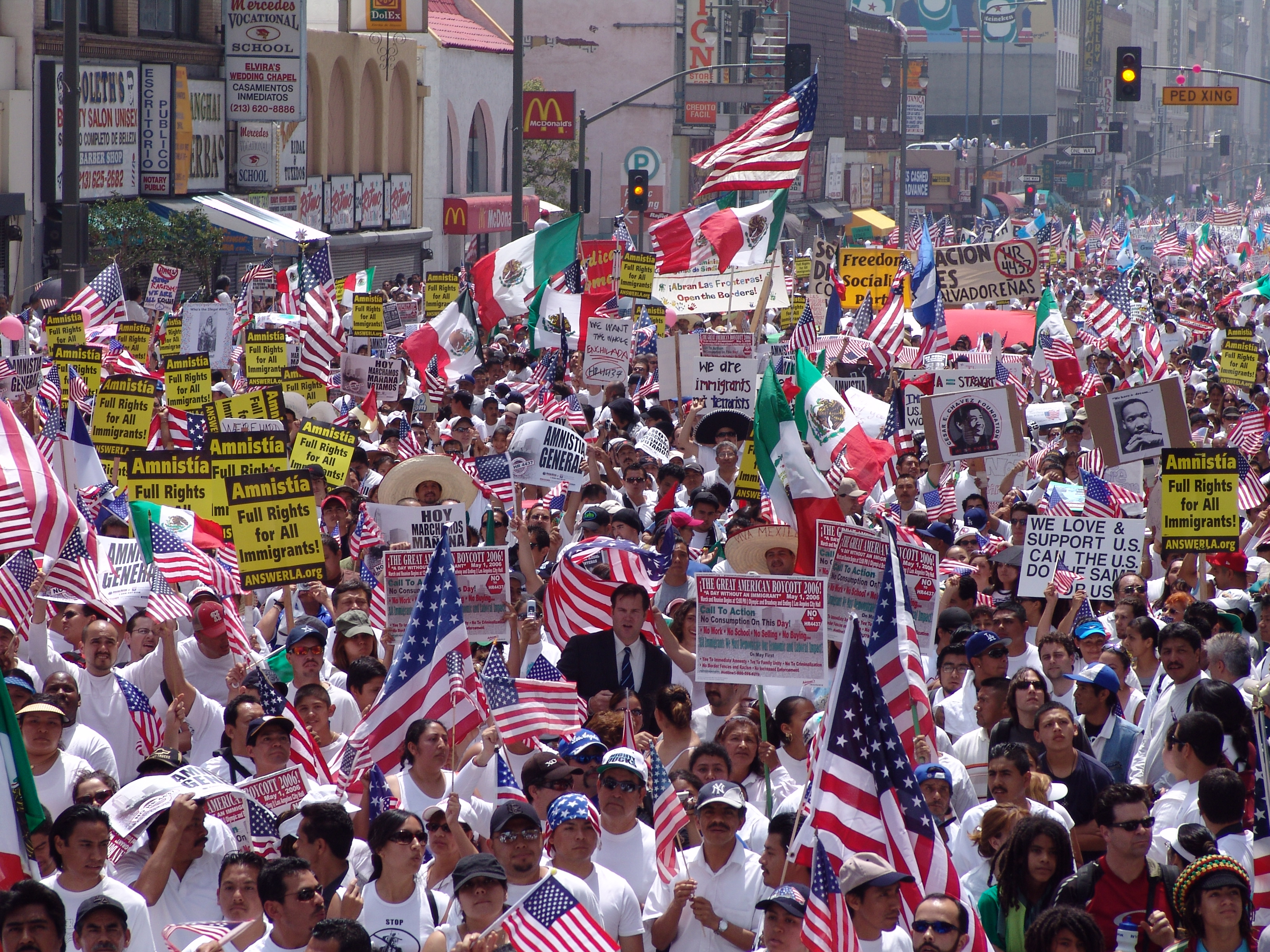
راهپیمایی حقوق مهاجران برای عفو در مرکز شهر لس آنجلس، کالیفرنیا در روز اول ماه مه ۲۰۰۶.

تحریم بزرگ آمریکا (اسپانیایی: El Gran Paro Estadounidense‎) که به آن روز بدون مهاجر نیز می‌گویند، تحریم یک روزه مدارس و مشاغل ایالات متحده توسط مهاجران در ایالات متحده (عمدتاً آمریکای لاتین) بود که در ۱ می ۲۰۰۶ انجام شد.
این تاریخ توسط سازمان‌دهندگان تحریم مصادف با اول ماه مه، روز جهانی کارگر که به عنوان یک تعطیلات ملی در آسیا، بیشتر اروپا و مکزیک برگزار می‌شود،انتخاب شد، اما در ایالات متحده به دلیل انجمن‌های کمونیستی آن برای برخی، رسماً به رسمیت شناخته نشده‌است. روز کارگر (تعطیلاتی که با کانادا مشترک است) در اوایل سپتامبر فرق دارد.
به عنوان ادامه اعتراضات اصلاحات مهاجرتی ایالات متحده در سال ۲۰۰۶، سازمان دهندگان از حامیان خود خواستند تا از خرید، فروش، کار و حضور در مدرسه خودداری کنند تا از طریق نشان دادن میزان نیاز به نیروی کار از مهاجران غیرقانونی نشان دهند. حامیان تحریم در شهرهای بزرگ در سراسر ایالات متحده تظاهرات کردند تا خواستار عفو عمومی و برنامه‌های قانونی برای بیگانگان غیرقانونی شوند. به همین دلیل، از این روز به عنوان «یک روز بدون مهاجر» یاد می‌شود، که اشاره ای به فیلم طنز سیاسی سال۲۰۰۴،یک روز بدون یک مکزیکی است.
اگرچه اکثر تظاهرات‌ها مسالمت‌آمیز بودند، تجمع در ویستا، کالیفرنیا در پایان روز زمانی که جمعیت شروع به پرتاب سنگ و بطری به سمت معاونان کلانتر کردند، به خشونت کشیده شد. همچنین دو نفر در تظاهراتی در پارک مک آرتور لس آنجلس دستگیر شدند.
در یک نمایش همبستگی، اتحادیه‌های کارگری و سایر گروه‌ها در سطح بین‌المللی درگیر تحریم یک روزه محصولات ایالات متحده به نام «بایکوت گرینگو هیچ»، به ویژه در مکزیک و کشورهای آمریکای مرکزی شدند. تظاهرات در شهرهای بزرگ مکزیک نیز برگزار شد.

## اصل و نسب

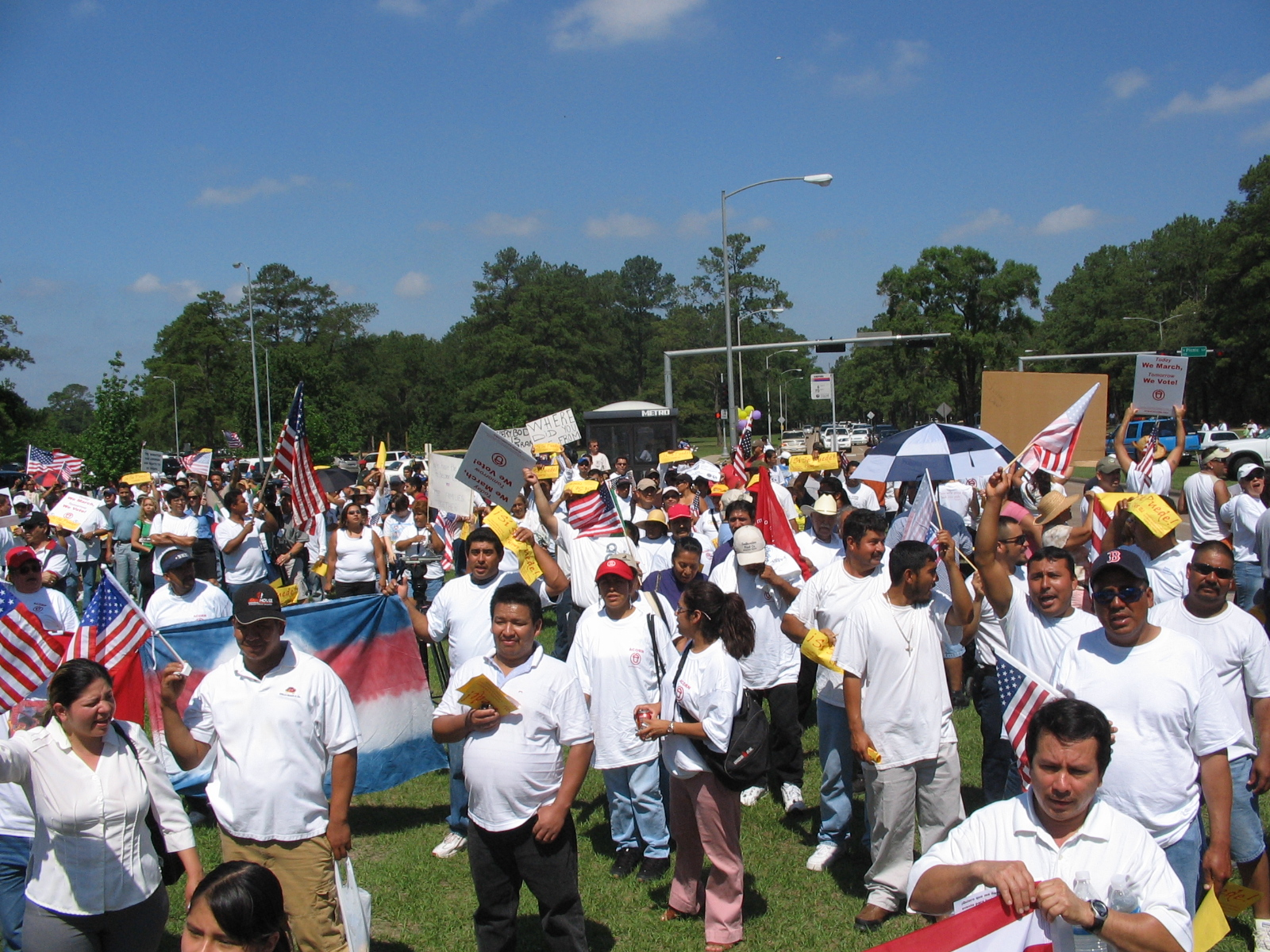
معترضان در هیوستون پرچم به اهتزاز درآوردند

تحریم در ۱۰ آوریل ۲۰۰۶ در لس آنجلس، کالیفرنیا توسط ائتلاف ۲۵ مارس گروه‌های کاتولیک، سازمان‌های مدافع مهاجرت و اتحادیه‌های کارگری اعلام شد. اخوان مکزیکی، وابسته به انجمن سیاسی مکزیکی آمریکایی، ائتلاف برای حقوق مهاجران انسانی لس آنجلس (CHIRLA)، آمیگوس د اورنج، و بخش‌های محلی جنبش دانشجویی چیکانو ازتلان، همگی به سرعت به آن پیوستند. این به صورت ملی توسط جنبش اول ماه مه برای حقوق کارگران و مهاجران هماهنگ شد.
ائتلاف از اعتراضات علیه قانون حفاظت از مرزها، ضد تروریسم و کنترل مهاجرت غیرقانونی، یک پیشنهاد قانونی که توسط مجلس نمایندگان ایالات متحده در ۱۶ دسامبر ۲۰۰۵، با ۲۳۹ رای موافق در برابر ۱۸۲ رای مخالف به تصویب رسید، به وجود آمد، اما در سنای ایالات متحده به دلیل عدم ارجاع به آن به تصویب رسید. جلسه قبل از پایان کنگره ۱۰۹. این لایحه اقامت غیرقانونی در ایالات متحده را جرم محسوب می‌کرد و مجازات‌های سخت‌تری را برای کسانی که آگاهانه افراد غیرشهروندی را به‌طور غیرقانونی به کار می‌گیرند و پناه می‌دهند، وضع می‌کرد. همچنین خواستار ساخت حصارهای امنیتی مرزی جدید در امتداد بخش‌هایی از ۲۰۰۰ مایلی مرز ایالات متحده و مکزیک شد. اعتراضات ۲۵ مارس ۲۰۰۶ به دلیل ماهیت مسالمت آمیز خود، علیرغم جنجال پیرامون موضوع مهاجرت، مورد توجه قرار گرفت.

## پاسخ اولیه
بایکوت و اعتصاب به محض مطرح شدن جنجال برانگیخت. سازمان‌های ملی و شخصیت‌های برجسته بر سر حمایت از تحریم، با بسیاری از میانه‌روها که تظاهرات را تأیید کردند، اما از تحریم حمایت نکردند، اختلاف کردند. بسیاری از تظاهرات «میانه رو» برای ساعت سه بعد از ظهر، پس از ساعات کاری برای بسیاری از مشاغل غیر ماهر که در آن کارگران مهاجر غیرقانونی متمرکز می‌شوند، برنامه‌ریزی شده بودند.
رئیس‌جمهور جورج دبلیو بوش از مهاجران خواست که تحریم نکنند و درعوض بعداز کار و آخر هفته اعتراض کنند.
آرنولد شوارتزنگر فرماندار کالیفرنیا گفت که تحریم به همه آسیب می‌رساند.

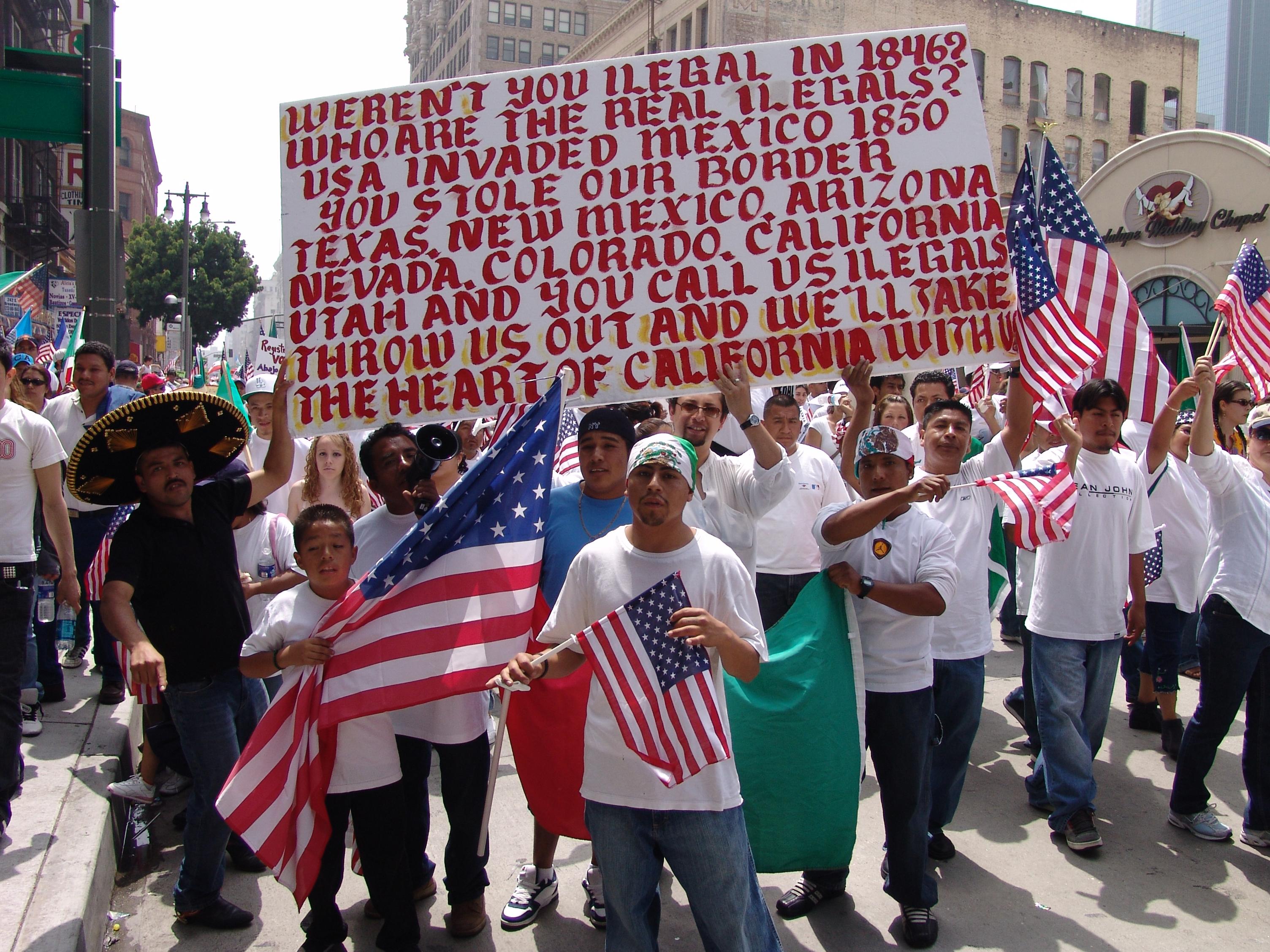
راهپیمایان در لس آنجلس

مقام ارشد آموزش و پرورش کالیفرنیا با تحریم مخالفت کرد و ازدانش آموزان خواست تا روز دوشنبه درمدرسه بمانند.
شهردار لس آنجلس،آنتونیو ویلارایگوسا، اولین شهردار مکزیکی-آمریکایی شهر از قرن نوزدهم، از کودکان خواست تا در مدرسه شرکت کنند و در اواخر بعد از ظهر تجمع کنند. او همچنین از معترضان خواست که پرچم‌های آمریکا را حمل کنند، نه پرچم کشورهای خود را.
کنفرانس اسقف‌های کاتولیک ایالات متحده مراسم عشای ربانی را به عنوان جایگزینی برای تحریم پیشنهاد کرد و پیشنهاد کرد که کلیساها زنگ‌های خود را بیاد مهاجرانی که در تلاش برای آمدن به ایالات متحده جان خود را ازدست داده‌اند بصدا درآورند. اسقف‌ها نیز از دانش آموزان خواستند که در مدرسه بمانند.
گروه‌های ملی اسپانیایی‌تبار و حامی مهاجرت نیز از هم جدا شدند و برخی می‌ترسیدند که این اقدامات واکنش‌های منفی را برانگیزد. اتحادیه شهروندان آمریکای لاتین متحد، که معمولاً یک سازمان میانه‌رو است، یکی ازمعدود سازمان‌هایی بود که به‌طور کامل از تحریم و اعتصاب حمایت کرد.
ائتلاف ملی مهاجرت سرمایه مستقر در واشینگتن، تحریم رامحکوم کرد، در حالی که شورای ملی لارازا هیچ موضعی اتخاذ نکرد.
بسیاری از گروه‌های ضد جنگ، چپ، سوسیالیست و کمونیست نیز تحریم را تأیید کردند. ائتلاف «پاسخ برای توقف جنگ و پایان دادن به نژادپرستی» به ویژه علائمی ارائه کرد و حامیان را برای شرکت در تظاهرات بسیج کرد و در حالی که اتحادیه آزادی‌های مدنی آمریکا موضع رسمی نداشت، توصیه‌ها و اطلاعاتی را برای معترضان در وب سایت خود ارائه کرد. فدراسیون کارگران آمریکا - کنگره سازمانهای صنعتی همچنین اعتراضات را تأیید کرد و گفت که قانون حفاظت از مرزها، ضد تروریسم و کنترل مهاجرت غیرقانونی «پاسخ» به مسائل مهاجرت نیست. معاون اجرایی فدراسیون کارگران آمریکا ‑ کنگره سازمانهای صنعتی، لیندا چاوز تامپسون، اظهار داشت: "ما معتقدیم که هیچ دلیل موجهی وجود ندارد که چرا هر مهاجری که به این کشور می‌آید آماده کار کردن، پرداخت مالیات و پیروی از قوانین و مقررات ما باشد. به این وضعیت سرکوبگر و درجه دوم کارگر مهمان تنزل داده شود.»

## تظاهرات منطقه ای
سازماندهی رویدادها به دست گروه‌های محلی افتاد. در برخی موارد، شکافی که در سطح ملی رخ داد، در سطح محلی نیز مشهود بود، زیرا رویدادهای جداگانه ای توسط سازمان دهندگان مختلف برنامه‌ریزی شده بود. رویدادهای مهم در:
- آتلانتا - تخمین زده می‌شود که ۲۵۰۰ معترض در این مراسم شرکت کردند، اگرچه پلیس آتلانتا برای ۱۰۰۰۰۰ نفر آماده شده بود.[۱۴]
- شیکاگو، طبق گفته پلیس، حدود ۴۰۰۰۰۰ نفر در شیکاگو راهپیمایی کردند، اگرچه سازمان دهندگان تعداد آنها را نزدیک به ۷۰۰۰۰۰ اعلام کردند. مهاجران لهستانی، ایرلندی، آسیایی و آفریقایی به لاتینی‌ها پیوستند.[۱۵]

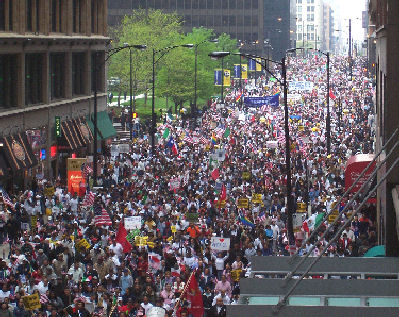
رالی در شیکاگو

- پلیس ریورساید اینلند امپایر تخمین زد که تقریباً ۳۰۰۰ نفر از دانشگاه کالیفرنیا، ریورساید به سمت پله‌های ساختمان اداری شهرستان در مرکز شهر ریورساید راهپیمایی کردند. ۱۵۰۰ نفر بیرون تالار شهر سن برناردینو تجمع کردند و بعداً در سراسر شهر راهپیمایی کردند. بسیاری از مشاغل منطقه برای روز تعطیل شدند، مدارس در سرتاسر شهرستان‌های اورنج، سن برناردینو و ریورساید شاهد غیبت‌های اضافی بودند و ترافیک کافه تریا دانشگاه کالیفرنیا، ریورساید ۲۰٪ کاهش یافت.
- لاس وگاس - در نوار لاس وگاس و در مرکز شهر، یک صفوف بیش از ۱۰۰۰۰ نفر از بلوار لاس وگاس از مرکز شهر خیابان فرمونت تا خیابان تروپیکانا، در فاصله حدود ۵ مایل (۸٫۰ کیلومتر) پیاده‌روی کردند.
- لس آنجلس - بین ۱ تا ۲ میلیون معترض (تخمین یونیویزیون) در دو راهپیمایی جداگانه راهپیمایی کردند،[۱۶] یکی از ساعت ۱۰:۰۰ شروع شد. در مرکز شهر لس آنجلس هستم و در درجه اول توسط انجمن سیاسی مکزیکی آمریکایی سازماندهی شد، و شروع دوم در ساعت ۳:۰۰بعد از ظهر از مرکز شهر لس آنجلس پایین بلوار ویلشایر و توسط ائتلاف «ما آمریکا هستیم» متشکل از گروه‌های مذهبی از جمله اسقف نشینی کاتولیک رومی لس آنجلس، گروه‌های ذینفع قومی، و سازمان‌های کارگری مانند فدراسیون کار شهرستان لس آنجلس، فدراسیون کارگران آمریکا ‑ کنگره سازمانهای صنعتی سازماندهی شده‌است. تأثیر تحریم در سراسر جامعه لاتین تبار و به‌طور کلی کالیفرنیای جنوبی احساس شد.
- میلواکی - طبق برآورد سازمان دهندگان، نزدیک به ۷۰۰۰۰ نفر در راهپیمایی در مرکز شهر میلواکی شرکت کردند. به گفته کریستین نویمان-اورتیز، مدیر هماهنگ‌کننده اصلی رویداد «صداهایی از مرز»، تقریباً ۲۰۰ کسب و کار میلواکی برای تمام یا بخشی از روز بسته بودند.[۱۷]
- نیویورک سیتی - راهپیمایی بیش از ۲۰۰۰۰۰ نفر در محله چینی‌ها آغاز شد، در پارک یونیون اسکوئر تجمع کردند و از پایین برادوی تا فدرال پلازا ادامه یافت که توسط ائتلاف متنوعی از سازمان‌های کارگران و مهاجران رهبری می‌شد. جسی جکسون و راجر توسن از رهبران این راهپیمایی بودند.[۱۸] در یک نظرسنجی، اکثریت نیویورکی‌ها معتقد بودند که این اعتراض منجر به واکنش شدید خواهد شد.[۱۹] با این حال، تعداد بسیار کمی از فروشگاه‌ها به دلیل تحریم بسته شدند.

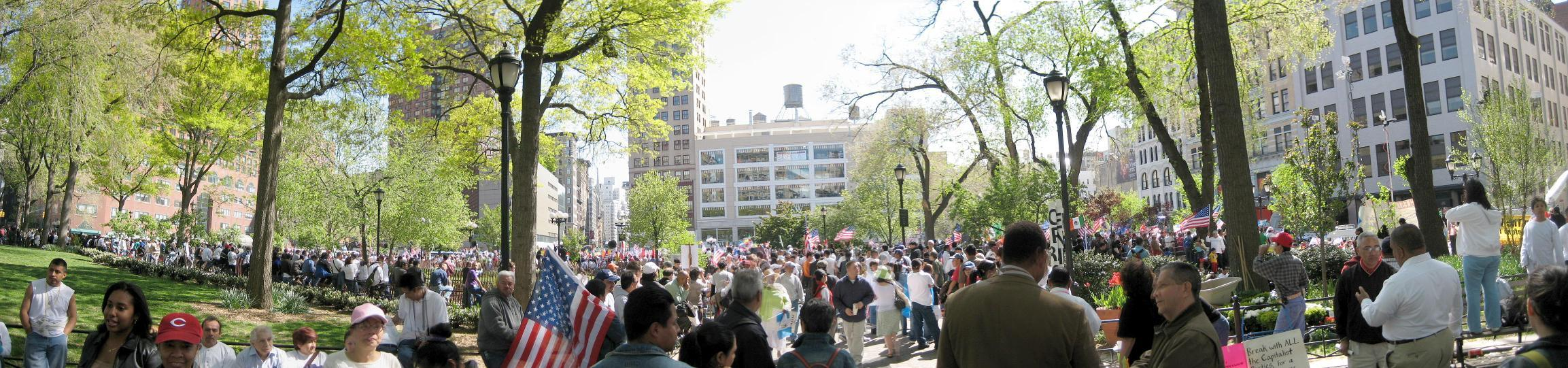
پارک یونیون اسکوئر، شهر نیویورک

- اورنج کانتی، کالیفرنیا - از ۸۹۰۰۰ شرکت در این شهرستان، بیشتر آنها در روز تحریم بازماندند. بین ۸۰۰۰ تا ۱۰۰۰۰ نفر در سانتا آنا راهپیمایی کردند. دو معترض پس از پرتاب سنگ و بطری به سوی پلیس دستگیر شدند. میزان مشارکت در سایر نقاط استان ناچیز بود. برخی از مدارس دولتی اورنج کانتی هیچ تغییری در تعداد دانش آموزان غایب گزارش نکردند، در حالی که برخی دیگر کمی بیشتر بودند.[۲۰]
- سانتافه / آلبوکرک - تظاهرات توسط «ما مردمی متحد هستیم»، یک گروه مدافع مهاجران سازماندهی شد. ۷۴ کسب و کار در آلبوکرکی و ۵۰ کسب و کار دیگر در سانتافه تعطیل شدند.[۲۱]
- سن رافائل، کالیفرنیا - اتحاد کانال، یک گروه حمایت از مهاجران، دو رویداد را برنامه‌ریزی کرد، یکی در ساعت ۱۰:۰۰ صبح و دیگری در ساعت 5:00 pm برای کسانی که نمی‌توانند از کار خودداری کنند.[۲۲] حدود ۳۰۰۰ نفر در نزدیکی مرکز ترانزیت سن رافائل در منطقه مرکز شهر تجمع کردند.[۲۳]
- سانتا باربارا، کالیفرنیا - بسیاری از مشاغل، به ویژه در مناطق بسیار لاتین تبار، برای روز تعطیل شدند. حدود یک سوم دانش‌آموزان منطقه مدرسه سانتا باربارا در کلاس‌ها شرکت نکردند. بسیاری از آنها قبل از ملاقات با سایر معترضان برای تجمع و راهپیمایی اصلی که حدود ۱۵۰۰۰ هوادار را به خود جلب کرد، از مدارس خود به سمت شهرداری راهپیمایی کردند.[۲۴]
- سیاتل - حدود ۲۰۰۰۰ تا ۳۰۰۰۰ تظاهرکننده از ناحیه مرکزی به سمت ساختمان فدرال مرکز شهر راهپیمایی کردند.[۲۵][۲۶]
- تامپا / سن پترزبورگ - چندین مزرعه گوجه فرنگی برای روزی که کارگران کشاورزی نرسیدند تعطیل شدند.[۲۷]

## پاسخ کسب و کار
- شرکت کارگیل محلول‌های گوشت، تولیدکننده شماره ۲ گوشت گاو ایالات متحده و تولیدکننده شماره ۳ گوشت خوک، پنج کارخانه گوشت گاو و دو کارخانه خوک خود را به دلیل افزایش مهاجرت تعطیل کرد. ۱۵۰۰۰ کارگر روز مرخصی گرفتند.[۲۸]
- گویا فودز، که خود را بزرگ‌ترین زنجیره غذایی اسپانیایی کشور می‌داند، تحویل را در همه جا به جز فلوریدا به حالت تعلیق درآورد و گفت که می‌خواهد با مهاجرانی که مشتریان اصلی آن هستند ابراز همبستگی کند.

## مخالفت

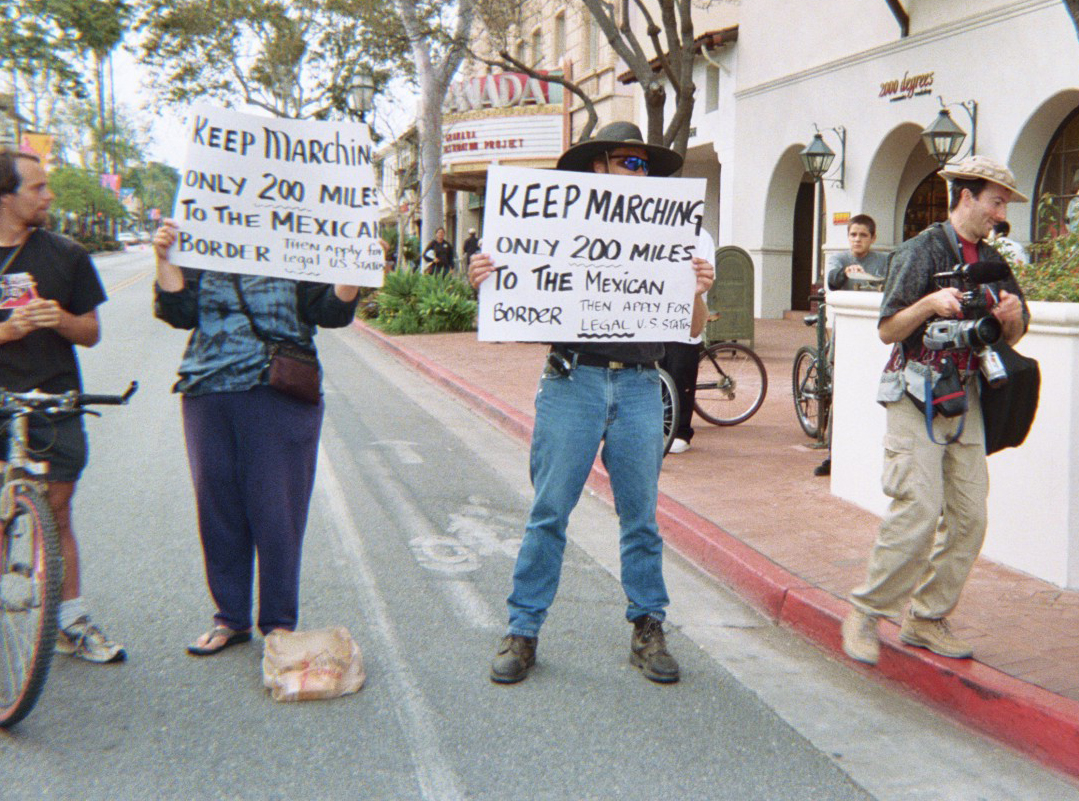
اعتراض دو قفقازی به تحریم بزرگ آمریکا در سانتا باربارا، کالیفرنیا.

تام تانکردو، نماینده جمهوری‌خواه کنگره اظهار داشت: «مثلث آهنین کارفرمایان غیرقانونی، دولت‌های خارجی و گروه‌های (منافع)... فشار زیادی بر مقامات منتخب ما وارد می‌کند تا خواسته‌های آمریکایی‌های قانونمند را زیر پا بگذارند. همان‌طور که تقریباً همه نظرسنجی‌های اخیر نشان می‌دهد، آمریکایی‌ها خواهان مرزهای امن هستند - نه عفو - و دیر یا زود نمایندگانی را انتخاب خواهند کرد که به حرف‌های رای‌دهندگان خود گوش دهند.»
تظاهرات متقابل در شهرهای مختلف همزمان با وقایع روز برگزار شد، هرچند که اکثراً ابعاد کوچکی داشتند. برخی اعضای خود را تشویق به خرید از مشاغل آمریکایی برای جبران تأثیر اقتصادی تحریم کردند. از جمله مجریان رادیوی گفتگوی کالیفرنیای جنوبی، جان و کن، که خواستار مسابقه «آمریکایی بزرگ خرج کردن» شدند، مسابقه ای با جوایز برای شنوندگانی که بیشترین پول را خرج کردند.
پروژه Minuteman امنیت مرزی داوطلبانه، که گشت‌های شهروندان را در امتداد مرز ایالات متحده و مکزیک برای نظارت و جلوگیری از مهاجرت غیرقانونی سازماندهی کرده‌است، میزبان تجمعاتی در سراسر کشور بود که از چهارشنبه، ۳ می در لس آنجلس آغاز شد. آنها همچنین شروع به ساختن یک ۶ فوت ارتفاع (۱٫۸ متر) حصار سیم خاردار در امتداد مرز در آریزونا کردند. به گفته جیم گیلکریست، بنیانگذار پروژه Minuteman، «وقتی یک میلیون نفر در خیابان‌های اصلی شهرهای بزرگ ما زیر پرچم مکزیک راهپیمایی می‌کنند، ترسناک است. این نتیجه معکوس خواهد داشت."
گروه جدیدی به نام ائتلاف «تو برای من صحبت نمی‌کنی» در واکنش به تحریم‌ها برای به چالش کشیدن این تصور که معترضان ۱می از طرف همه اسپانیایی‌ها صحبت می‌کنند، تشکیل شد. به گفته پیت نونز، دستیار وزیر خزانه داری سابق، که سخنگوی این گروه است، «میلیون‌ها آمریکایی اسپانیایی‌تبار -از جمله بسیاری از آنها که روند مهاجرت را به درستی طی کرده‌اند -از خواسته‌های افرادی که وانین کشور ما را زیر پا گذاشته‌اند آزرده خاطر شده‌اند.
لو دابز از سی ان ان، از تحریم به دلیل ترویج آن توسط گروه‌هایی مانند سازمان اعتراضی رادیکال ائتلاف پاسخ انتقاد کرد. دابز همچنین اظهار داشت که «تصادفی نیست که آنها اول ماه مه را به عنوان روز تظاهرات و تحریم خود انتخاب کردند. این روز جهانی تظاهرات بزرگداشت سازمان‌های مختلف سوسیالیستی، کمونیستی و حتی آنارشیک است.»
واشینگتن پست پیشنهاد کرد که برکناری شهردار و دو عضو شورای شهر هرندون ویرجینیا که به دلیل حمایت از یک مرکز کار روزانه مورد انتقاد قرار گرفته بودند، واکنش منفی به تحریم بود.برخی از ایالت‌های جنوبی و غربی قوانین سختگیرانه تری علیه مهاجرت غیرقانونی وضع کردند.نشریه پست همچنین از حمایت بایکوت در قوه مقننه آریزونا برای تصویب قوانینی که مشاغلی را که مهاجران غیرقانونی استخدام می‌کنند و سایر جرایم مرتبط با مهاجرت غیرقانونی را جریمه می‌کند، اعتبار می‌دهد. گرجستان نیز از آن زمان قانونی را تصویب کرده‌است که در سال۲۰۰۷ اجرایی شد، که مهاجران غیرقانونی را از دریافت بسیاری از خدمات اجتماعی منع می‌کند و پلیس و کارفرمایان را ملزم می‌کند که کارگران غیرقانونی را بخدمات مهاجرت گزارش دهند.
شان هانیتی از فاکس نیوز پرسید: «چرا بسیاری از افرادی که به قوانین و حاکمیت ما احترام نمی‌گذارند، خواستار حق ماندن در اینجا هستند، و خواستار حق پریدن در مقابل افرادی هستند که در حال عبور از این کشور هستند. به درستی این فرایند را انجام دهید، و کسانی که مخالف هستند، نژادپرست و متعصب خوانده می‌شوند؟»
طبق سرمقاله مفسر محافظه‌کار، سینامون استیل ول از سانفرانسیسکو کرونیکل، «تنها چیزی که تحریم به آن دست یافت، افشای این دروغ بود که کشور بدون نیروی کار مهاجران غیرقانونی نمی‌تواند کار کند. در حالی که برخی ممکن است با این تجربه ناراحت شده باشند، اقتصاد به سختی متوقف شد. به نظر می‌رسد هنوز برخی از مشاغل وجود دارد که آمریکایی‌ها مایل به انجام آن هستند."

## خلاصه
این تحریم نگرانی میلیون‌ها نفری را که به‌طور قانونی و غیرقانونی در ایالات متحده زندگی می‌کنند ومسئله بسیار احساسی بیگانگان در ایالات متحده رابرجسته کرد وبحث‌های شدیدی را درهمه طرف‌های طیف سیاسی برانگیخت.
در ۱۵ می۲۰۰۶، پرزیدنت بوش برنامه‌هایی را برای پنتاگون برای استقرار ۶۰۰۰ سرباز گارد ملی برای کمک به امنیت مرزهای جنوبی ایالات متحده اعلام کرد.
قانون حفاظت از مرزها، ضد تروریسم و کنترل مهاجرت غیرقانونی در ۱۶ دسامبر ۲۰۰۵ با ۲۳۹ رای موافق در مقابل ۱۸۲ رای موافق توسط مجلس نمایندگان تصویب شد.
در ۲۵ مه ۲۰۰۶، سنای ایالات متحده با ۶۲رای موافق در برابر ۳۶رای مخالف، لایحه اصلاحات مهاجرتی تحت حمایت کاخ سفید خود را تصویب کرد که به برخی از بیگانگان غیرقانونی فرصتی برای شهروندی و تقویت امنیت مرزها می‌دهد. مذاکراتی با هدف تلفیق لایحه مهاجرت سنا با قانون حفاظت از مرزها، ضد تروریسم و کنترل مهاجرت غیرقانونی انجام شد، هیچ توافقی قبل از انتخابات در ماه نوامبر حاصل نشد.